# ATV Ditmarsia Kiel

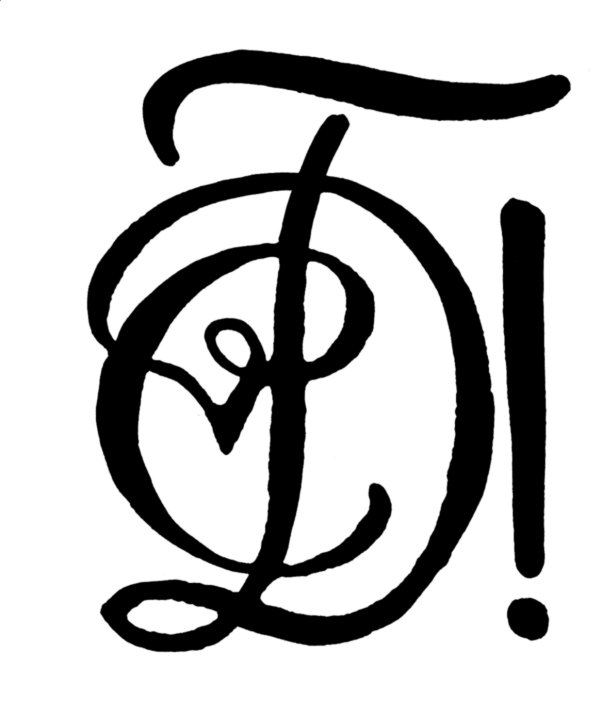
Zirkel der ATV Ditmarsia Kiel

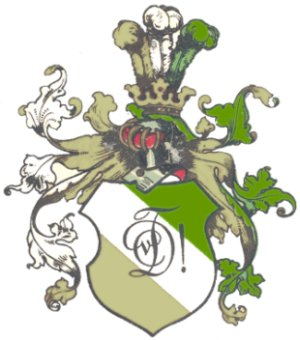
Halbwappen der ATV Ditmarsia Kiel

Die ATV Ditmarsia Kiel ist eine nichtschlagende, farbenführende, akademische Turnverbindung von 1890 im Akademischen Turnbund (ATB). Die Studentenverbindung ist an der Christian-Albrechts-Universität zu Kiel ansässig.

## Couleur und Wahlspruch
Auch wenn die Ditmarsia ihre Farben nicht in Form von Band und Mütze trägt, so ist sie doch farbenführend. Die Farben Grün-Weiß-Gold stehen als Sinnbild für Unerschütterlichkeit, Wehrhaftigkeit und Treue.
Der Wahlspruch lautet: nec temere, nec timide (deutsch: Weder verwegen, noch verzagt). Die Verbindungsmitglieder werden Ditmarsen genannt.

## Geschichte
Sie wurde am 8. November 1890 von acht Mitgliedern des ATV zu Berlin gegründet und ist seitdem Mitglied im Akademischen Turnbund (ATB). Der Name Ditmarsia soll an die Geschichte des wehrhaften Stammes der Dithmarscher erinnern, der von der Zeit Karls des Großen bis zum Jahre 1559 seine an der Westküste des heutigen Landes Schleswig-Holstein gelegene freie Bauernrepublik allen Feinden zum Trotz verteidigte.
Neben verschiedenen anderen Sportarten betreibt die ATV Ditmarsia seit 1896 das Rudern; sie erhielt 1899 ihr erstes eigenes Ruderboot und bezog 1911 eigene Bootsräume in der Seeburg, welche die Ditmarsen bis Anfang Mai 2013 nutzten. Neben Ruderwanderfahrten erreichte das Rennrudern unter Leitung des international als Fachmann anerkannten Karl Wiepke ab Mitte der 50er Jahre seinen Höhepunkt; zeitweise war der Ditmarsen-Achter der schnellste Achter der Bundesrepublik. Auf allen europäischen Regattastrecken von Rang erreichte die Ditmarsia 170 Siege. Darunter die Europameisterschaften im Achter in Mâcon (1959), im Vierer in Prag (1961) sowie im Achter bei den Olympischen Spielen 1960 in Rom.

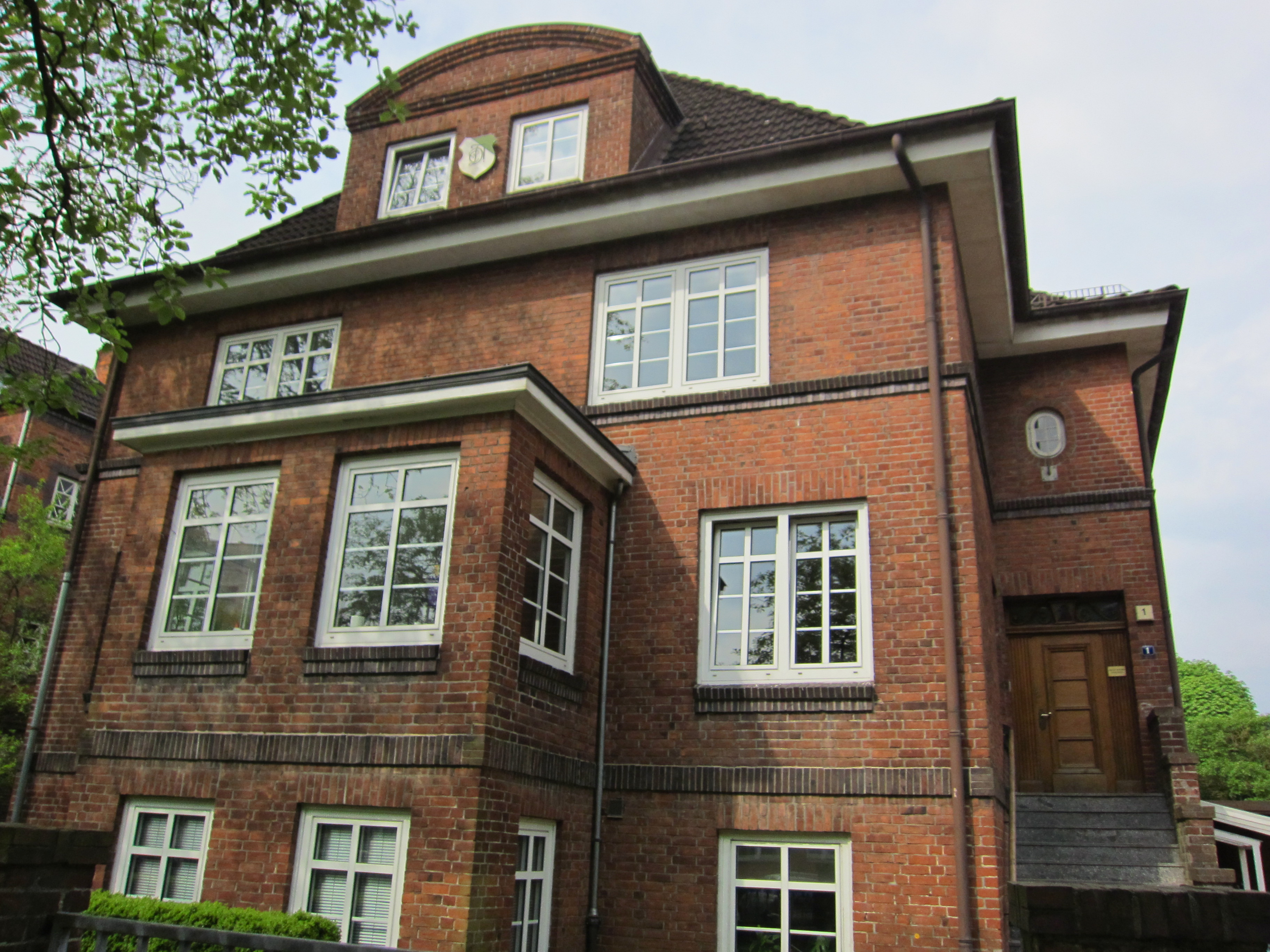
Haus der ATV Ditmarsia in Kiel-Ravensberg

In den Jahren 1958 und 1960 wurde der ATV Ditmarsia vom Bundespräsidenten das Silberne Lorbeerblatt für hervorragende sportliche Leistungen verliehen. Im Geschäftsjahr 1962/63 war Ditmarisa Vorort des Akademischen Turnbundes (ATB), ebenso in den Geschäftsjahren 2006/07 und 2020/21. Im November 2003 richtete Ditmarsia den Jahresverbandstag ihres Dachverbandes („ATB-Tag“) in Kiel aus, 2004 organisierten mehrere Alte Herren und Aktive das alle drei Jahre stattfindende Sportfest des Akademischen Turnbundes („ATB-Fest“) in Kiel mit mehr als 1.000 teilnehmenden Personen.

## Bekannte Verbindungsmitglieder
- Kurt Blaum (1884–1970), deutscher Politiker
- Karl-Heinz Hopp (1936–2007), Rudersportler und Tierarzt
- Hans Langenfeld (1932–2022), Sportwissenschaftler
- Hans Luther (1879–1962), Politiker und Jurist, Reichskanzler
- Frank Schepke (1935–2017), Rudersportler
- Kraft Schepke (1934–2023), Rudersportler
- Hans-Jürgen Schilling (* 1933), ehemaliger Generalsekretär des Deutschen Roten Kreuzes